# Lenguas miji
Las lenguas miji, también llamadas dhammai o sajalong son un pequeño grupo lingüístico de lenguas sino-tibetanas emparentadas entre sí que se hablan en el estado de India de Arunachal Pradesh, al noreste del país. Existen diversas variedades o dialectos que incluyen dos lenguas diferenciadas, que no son particularmente cercanas: las variedades del distrito de Kameng oriental con las del distrito de Kameng occidental aproximadamente solo la mitad del léxico común.
Tradicionalmente se había considerado que estas lenguas eran parte de la familia sinotibetana, aunque actualmente se piensa que podría ser una familia cuasiaislada de lenguas fuertemente influidas por las lenguas sinotibetanas cercanas.

## Variedades
Se han identificado tres variedades diferentes de miji:
- Miji occidental: hablado en y cerca del círculo de Nafra en el distrito de Kameng occidental
- Miji oriental: hablado en el distrito de Kameng oriental
- Miji sepntentrional (= Bangru?[1]): hablado en el norte del distrito de Kameng oriental.

## Distribución
De acuerdo con Ethnologue, las lenguas miji se hablan en las siguientes regiones de Arunachal Pradesh:
- Distrito de Kameng occidental, círculos de Nafra, Bichom y valle del río Pakesa – 25 pueblos que incluyen Debbing, Dichik, Rurang, Nachinghom, alto Dzang, Naku, Khellong, Dibrick, Nizong, Najang, Zangnaching, Chalang, Nafra, y bajo Dzang
- Distrito de Kameng oriental: círculos de Bameng y Lada – pueblos de Wakke, Nabolong, Kojo, Rojo, Sekong, Panker, Zarkam, Drackchi, Besai, Naschgzang, Sachung, Gerangzing, Kampaa, Salang, Pego y Dongko.

I.M. Simon (1979:iii) da la siguiente lista de aldeas miji con poblaciones tomadas del censo de 1971:
- 1. Challang [Cinlang] (16 casas, 95 personas)
- 2. Dibbin [Díbín] (15 casas, 206 personas)
- 3. Ditchik [Dícik] (34 casas, 328 personas)
- 4. Jang [Dzang] (27 casas, 261 personas)
- 5. Jang Nachin [Zanachin] (18 casas, 155 personas)
- 6. Khajalang (15 casas, 165 personas)
- 7. Khelong (26 casas, 236 personas)
- 8. Laphozu [Lapusa] (10 casas, 53 personas)
- 9. Mathow (20 casas, 175 personas)
- 10. Nakhu (29 casas, 299 personas)
- 11. Nachibun (14 casas, 100 personas)
- 12. Nizung [Nizhong] (6 casas, 48 personas)
- 13. Rurang (10 casas, 64 personas)

Algunas pequeñas aldeas incluyen Dishin [Dícin] (11 casas, 122 personas), Devrik [Dívih], Diyung [Diyong], Nazang [Natsang] y Otung [Uthung]. Algunos mijis también viven en pueblos aka como Dijungania, Buragaon, Tulu, Sarkingonia y Yayung.